# Reilhaguet
Reilhaguet est une commune française, située dans le nord du département du Lot en région Occitanie.
Elle est également dans le causse de Gramat, le plus vaste et le plus sauvage des quatre causses du Quercy.
Exposée à un climat océanique altéré, aucun cours d'eau permanent n'est répertorié sur la commune. Incluse dans le bassin de la Dordogne, la commune possède un patrimoine naturel remarquable :  un espace protégé (la « Dame de Grezeyroux ») et une zone naturelle d'intérêt écologique, faunistique et floristique.
Reilhaguet est une commune rurale qui compte 151 habitants en 2022, après avoir connu un pic de population de 749 habitants en 1806. Ses habitants sont appelés les Reilhaguetois ou  Reilhaguetoises.

## Géographie
Immédiatement au sud-est de Payrac, une suite de collines partage en plusieurs massifs le plateau sur lequel s’étend cette commune de 1 550 hectares environ, traversée par la route départementale 23 menant à Rocamadour.

### Communes limitrophes
Les communes limitrophes sont  Calès, Le Vigan-en-Quercy, Payrac et Saint-Projet.
| Payrac   |              | Calès |
|          | Reilhaguet   |       |
| Le Vigan | Saint-Projet |       |

### Climat
Pour des articles plus généraux, voir Climat de l'Occitanie et Climat du Lot.
En 2010, le climat de la commune est de type climat océanique altéré, selon une étude s'appuyant sur une série de données couvrant la période 1971-2000. En 2020, Météo-France publie une typologie des climats de la France métropolitaine dans laquelle la commune est toujours exposée à un climat océanique altéré et est dans la région climatique Ouest et nord-ouest du Massif Central, caractérisée par une pluviométrie annuelle de 900 à 1 500 mm, maximale en automne et en hiver.
Pour la période 1971-2000, la température annuelle moyenne est de 11,8 °C, avec une amplitude thermique annuelle de 16 °C. Le cumul annuel moyen de précipitations est de 970 mm, avec 12,6 jours de précipitations en janvier et 6,9 jours en juillet. Pour la période 1991-2020, la température moyenne annuelle observée sur la station météorologique la plus proche, située sur la commune de Gourdon à 10 km à vol d'oiseau, est de 13,1 °C et le cumul annuel moyen de précipitations est de 823,0 mm,. Pour l'avenir, les paramètres climatiques de la commune estimés pour 2050 selon différents scénarios d’émission de gaz à effet de serre sont consultables sur un site dédié publié par Météo-France en novembre 2022.

### Milieux naturels et biodiversité

#### Espaces protégés
La protection réglementaire est le mode d’intervention le plus fort pour préserver des espaces naturels remarquables et leur biodiversité associée,.
La commune fait partie de la zone de transition du bassin de la Dordogne, un territoire d'une superficie de 1 880 258 ha reconnu réserve de biosphère par l'UNESCO en juillet 2012,.
Un  autre espace protégé est présent sur la commune : 
la « Dame de Grezeyroux », un terrain acquis (ou assimilé) par un conservatoire d'espaces naturels, d'une superficie de 0,1 ha.

#### Zones naturelles d'intérêt écologique, faunistique et floristique

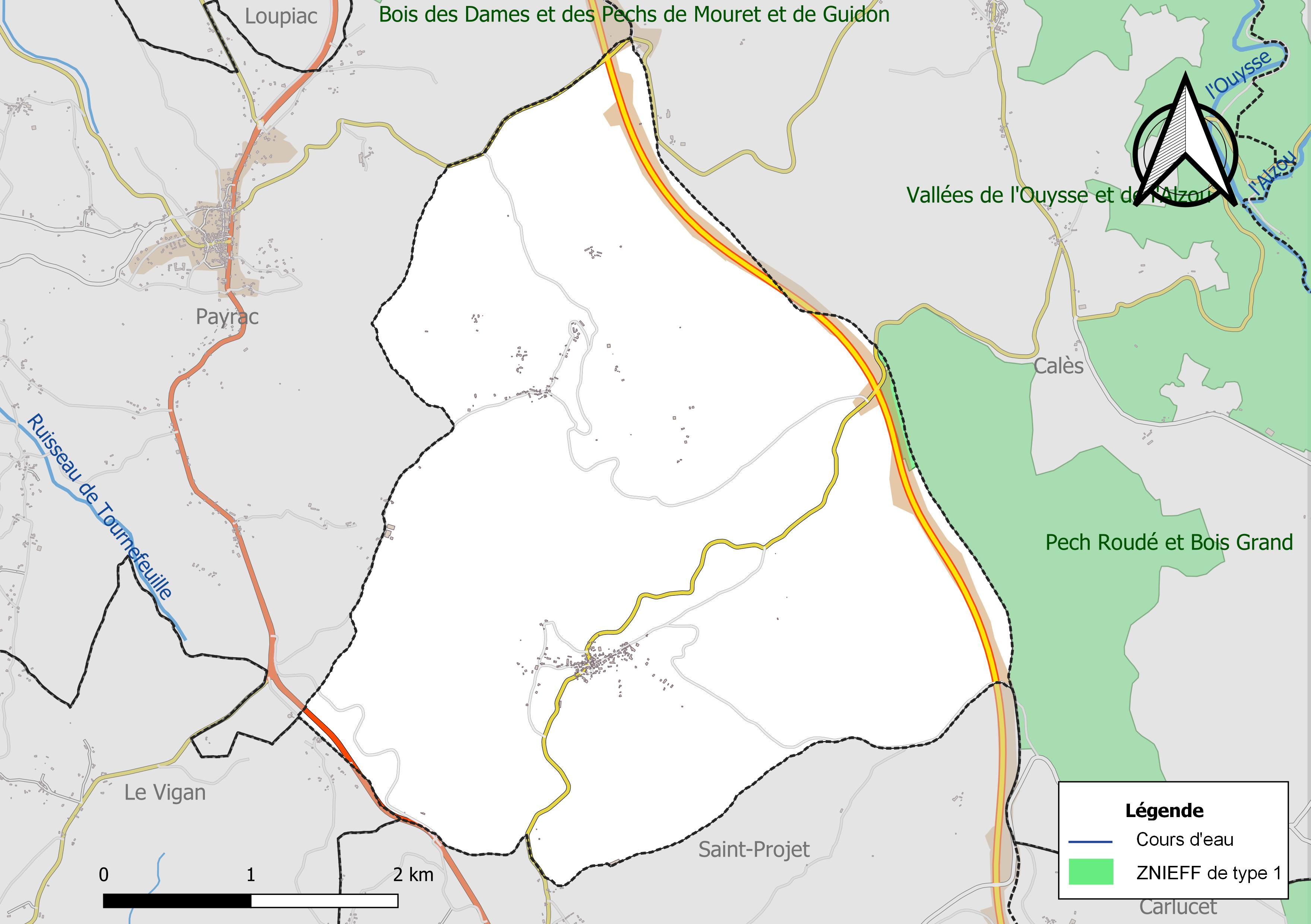
Carte de la ZNIEFF de type 1 localisée sur la commune.

L’inventaire des zones naturelles d'intérêt écologique, faunistique et floristique (ZNIEFF) a pour objectif de réaliser une couverture des zones les plus intéressantes sur le plan écologique, essentiellement dans la perspective d’améliorer la connaissance du patrimoine naturel national et de fournir aux différents décideurs un outil d’aide à la prise en compte de l’environnement dans l’aménagement du territoire.
Une ZNIEFF de type 1 est recensée sur la commune :
le « pech Roudé et bois Grand » (345 ha), couvrant 2 communes du département.

## Urbanisme

### Typologie
Au 1er janvier 2024, Reilhaguet est catégorisée commune rurale à habitat très dispersé, selon la nouvelle grille communale de densité à sept niveaux définie par l'Insee en 2022.
Elle est située hors unité urbaine et hors attraction des villes,.

### Occupation des sols
L'occupation des sols de la commune, telle qu'elle ressort de la base de données européenne d’occupation biophysique des sols Corine Land Cover (CLC), est marquée par l'importance des forêts et milieux semi-naturels (67,3 % en 2018), en augmentation par rapport à 1990 (66 %). La répartition détaillée en 2018 est la suivante : 
forêts (60,7 %), zones agricoles hétérogènes (16,4 %), prairies (12,4 %), milieux à végétation arbustive et/ou herbacée (6,7 %), zones industrielles ou commerciales et réseaux de communication (3,8 %). L'évolution de l’occupation des sols de la commune et de ses infrastructures peut être observée sur les différentes représentations cartographiques du territoire : la carte de Cassini (XVIIIe siècle), la carte d'état-major (1820-1866) et les cartes ou photos aériennes de l'IGN pour la période actuelle (1950 à aujourd'hui).

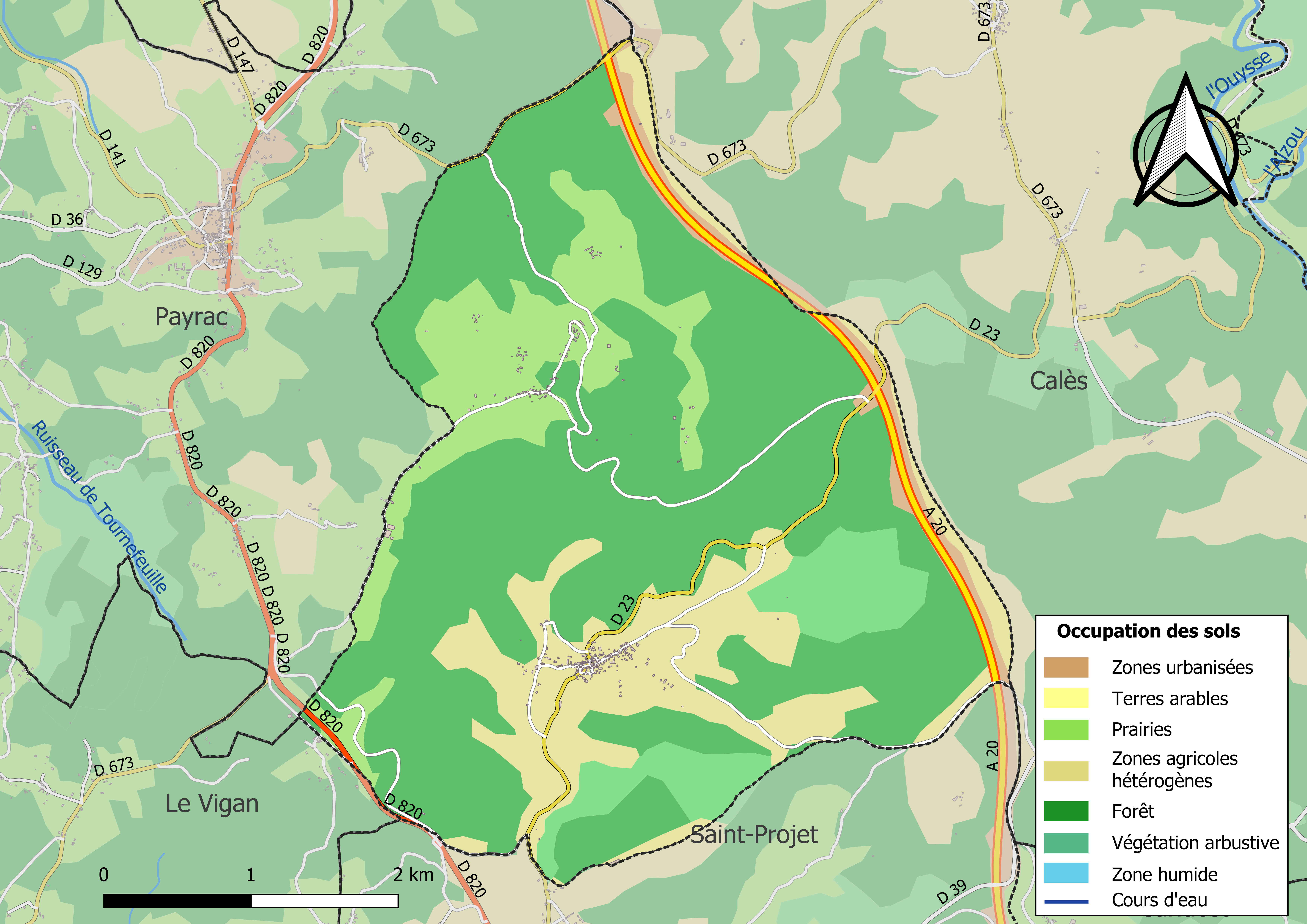
Carte des infrastructures et de l'occupation des sols de la commune en 2018 (CLC).

### Risques majeurs
Le territoire de la commune de Reilhaguet est vulnérable à différents aléas naturels : météorologiques (tempête, orage, neige, grand froid, canicule ou sécheresse), inondations, feux de forêts, mouvements de terrains et séisme (sismicité très faible). Il est également exposé à un risque technologique, le transport de matières dangereuses. Un site publié par le BRGM permet d'évaluer simplement et rapidement les risques d'un bien localisé soit par son adresse soit par le numéro de sa parcelle.

#### Risques naturels
Certaines parties du territoire communal sont susceptibles d’être affectées par le risque d’inondation par débordement de cours d'eau, notamment l'Ourajoux. La cartographie des zones inondables en ex-Midi-Pyrénées réalisée dans le cadre du XIe Contrat de plan État-région, visant à informer les citoyens et les décideurs sur le risque d’inondation, est accessible sur le site de la DREAL Occitanie. La commune a été reconnue en état de catastrophe naturelle au titre des dommages causés par les inondations et coulées de boue survenues en 1982, 1989 et 1999,.
Reilhaguet est exposée au risque de feu de forêt du fait de la présence sur son territoire du massif Ouest. Un plan départemental de protection des forêts contre les incendies a été approuvé par arrêté préfectoral le 30 novembre 2015 pour la période 2015-2025. Les propriétaires doivent ainsi couper les broussailles, les arbustes et les branches basses sur une profondeur de 50 mètres, aux abords des constructions, chantiers, travaux et installations de toute nature, situées à moins de 200 mètres de terrains en nature
de bois, forêts, plantations, reboisements, landes ou friches. Le brûlage des déchets issus de l’entretien des parcs et jardins des ménages et des collectivités est interdit. L’écobuage est également interdit, ainsi que les feux de type méchouis et barbecues, à l’exception de ceux prévus dans des installations fixes (non situées sous couvert d'arbres) constituant une dépendance d'habitation.

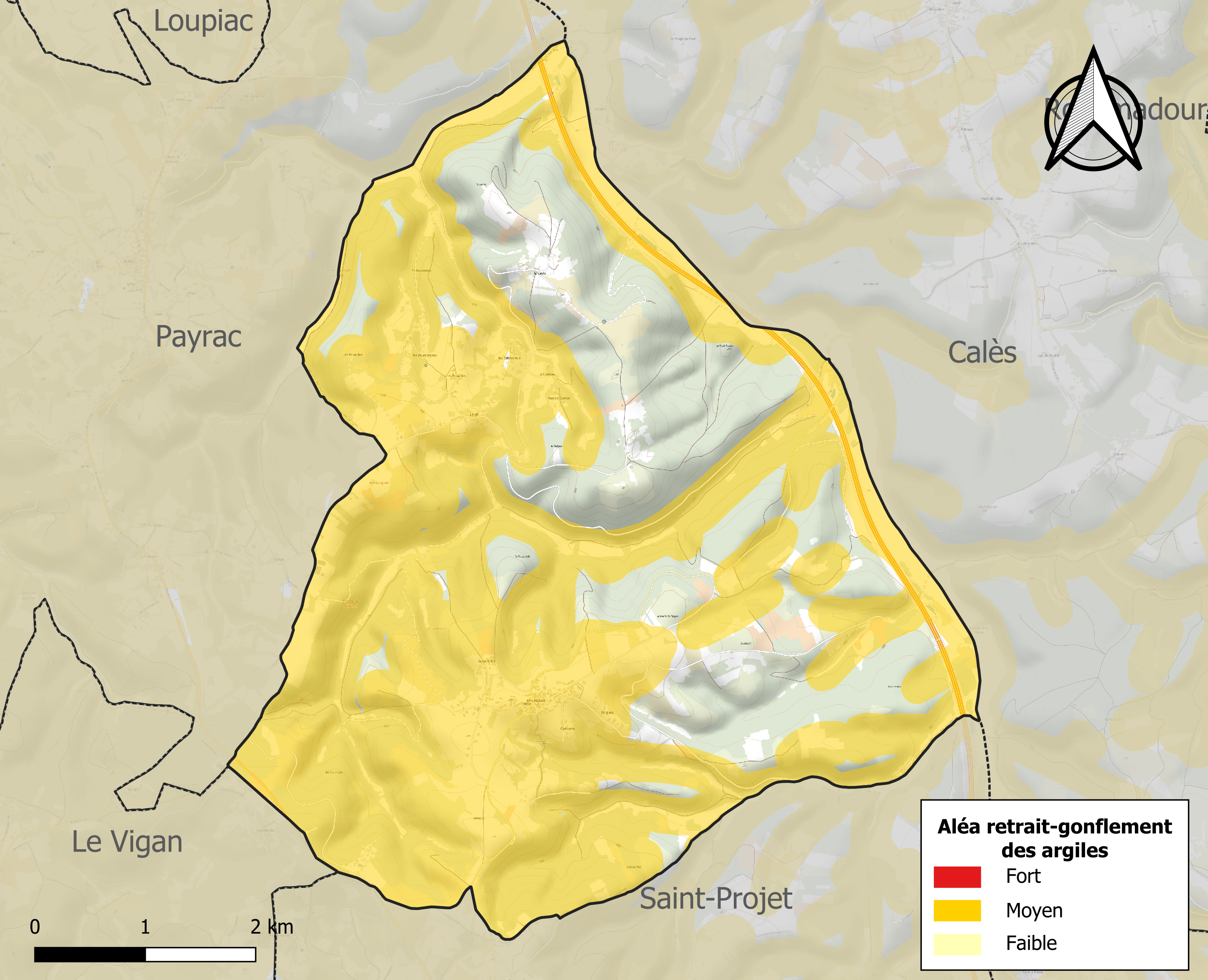
Carte des zones d'aléa retrait-gonflement des sols argileux de Reilhaguet.

Les mouvements de terrains susceptibles de se produire sur la commune sont des affaissements et effondrements liés aux cavités souterraines (hors mines), des éboulements, chutes de pierres et de blocs et des tassements différentiels. Par ailleurs, afin de mieux appréhender le risque d’affaissement de terrain, l'inventaire national des cavités souterraines permet de localiser celles situées sur la commune.
Le retrait-gonflement des sols argileux est susceptible d'engendrer des dommages importants aux bâtiments en cas d’alternance de périodes de sécheresse et de pluie. 71 % de la superficie communale est en aléa moyen ou fort (67,7 % au niveau départemental et 48,5 % au niveau national). Sur les 142 bâtiments dénombrés sur la commune en 2019, 133 sont en aléa moyen ou fort, soit 94 %, à comparer aux 72 % au niveau départemental et 54 % au niveau national. Une cartographie de l'exposition du territoire national au retrait gonflement des sols argileux est disponible sur le site du BRGM,.
Par ailleurs, afin de mieux appréhender le risque d’affaissement de terrain, l'inventaire national des cavités souterraines permet de localiser celles situées sur la commune.
Concernant les mouvements de terrains, la commune a été reconnue en état de catastrophe naturelle au titre des dommages causés par la sécheresse en 1989, 2017 et 2018 et par des mouvements de terrain en 1999.

#### Risques technologiques
Le risque de transport de matières dangereuses sur la commune est lié à sa traversée par une route à fort trafic. Un accident se produisant sur une telle infrastructure est susceptible d’avoir des effets graves sur les biens, les personnes ou l'environnement, selon la nature du matériau transporté. Des dispositions d’urbanisme peuvent être préconisées en conséquence.

## Histoire
- La terre de Reilhaguet fut vendue en même temps que celles de Baussac et de Lunegarde, en 1315, par Bertrand de Gourdon à son beau-frère Malfred de Salignac.

Du lieu-dit la Montjoie, un des points culminants de la région, on découvre un splendide panorama sur le Causse de Gramat et, par temps clair, sur les monts d’Auvergne. C’est de nom de cet endroit que la commune tire son nom : le guet du roi, qui servait de poste avancé aux troupes du roi de France pendant la guerre de Cent Ans.
Des sentiers pédestres suivent les lignes de crêtes, traversant des paysages verdoyants. L’un d’eux mène à la vallée de la Dame, un des sites les plus intéressants du département, qui forme la limite orientale de la commune.
L’église paroissiale abrite des peintures murales et un mobilier en cours de classement.
En 1458, tout le lieu de Reilhaguet avait été arrenté à une vingtaine de personnes. Il y eut une épidémie de peste à Reilhaguet en 1630 et au mois d’août la maladie redouble d’activité, c’est un chirurgien de Larroque-des-arcs qui parvient à désinfecter le pays de cette maladie.
- Laval : Aujourd’hui commune de Reilhaguet, jadis commune de Payrac. Le curé était tantôt curé de Camy, tantôt curé de Laval. En 1633 Jacques de Villeneuve est prieur de Camy, François Thocaven, recteur de Laval en 1592 remplace Jean Grangié ; en 1459 Jean de Dégua prieur de Camy. Le 29 mai 1633 Pierre Boisset avait taxé la paroisse de 80 livres pour les réparations de l’église il demande la nomination de gens capables, pour faire exécuter l’ordonnance épiscopale et l’on nomme Jean Estival et Guillaume Roques.

Une famille de ce nom est citée au cartulaire d’Aubasine : Guillaume de Laval en 1168 ; Raymond de Laval en 1173 ; les De Pelegri sont seigneurs en 1443 ; noble Raymonde de Pelegri donne par donation entre vifs à noble Guillaume de Soyris, le lieu et castrum de Laval en ladite paroisse de Payrac. En 1452, noble Jean de Luquet, seigneur de Chaylar au nom du vicomte de Turenne arrente le repaire de Laval dans la paroisse de Camy. En 1484, Antoine de Louybrayrie est seigneur de Laval. En 1515, Jean de Loubrayrie dénombre Laval au vicomte. En 1600, Guy de Lafage est seigneur de Laval ; en 1628, Marc Antoine Dalbert est seigneur de Laval ; puis en 1557, François de Vervaix ; en 1645, Marc Antoine de Vervaix ; 1672, Jean-François de Belcastel ; 1750, Jean de Vidal de Lapize, seigneur haut justicier de Laval, et la terre relève du roi. Après la Révolution, il y a eu un curé : c’est en 1803, Vaysse, remplacé en 1846 par Gouloumès ; en 1874 par Méjecaze ; 1892 Cauzinille jusqu‘en 1920 où la paroisse est rattachée à Reilhaguet.

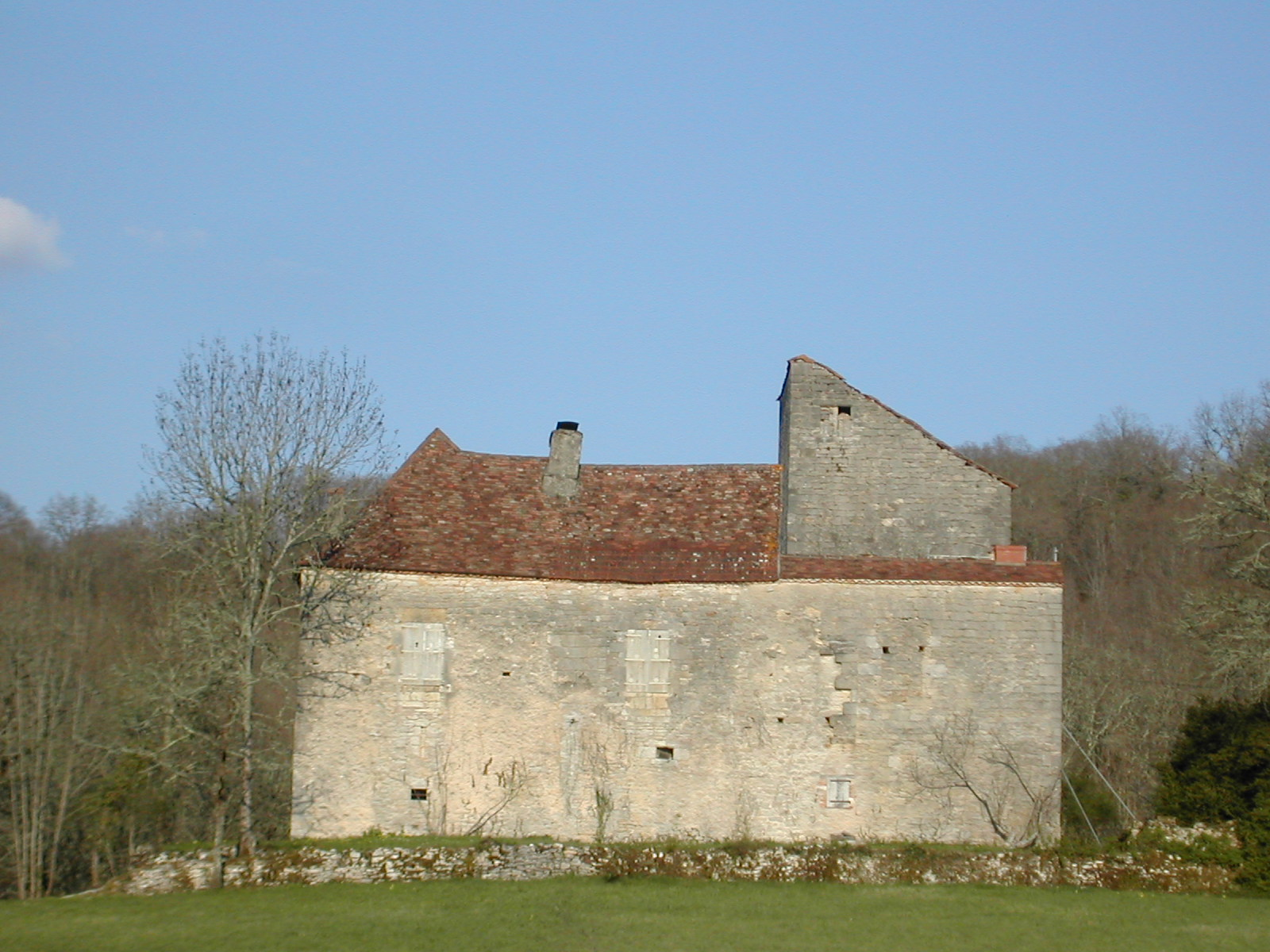
Château de Laval.
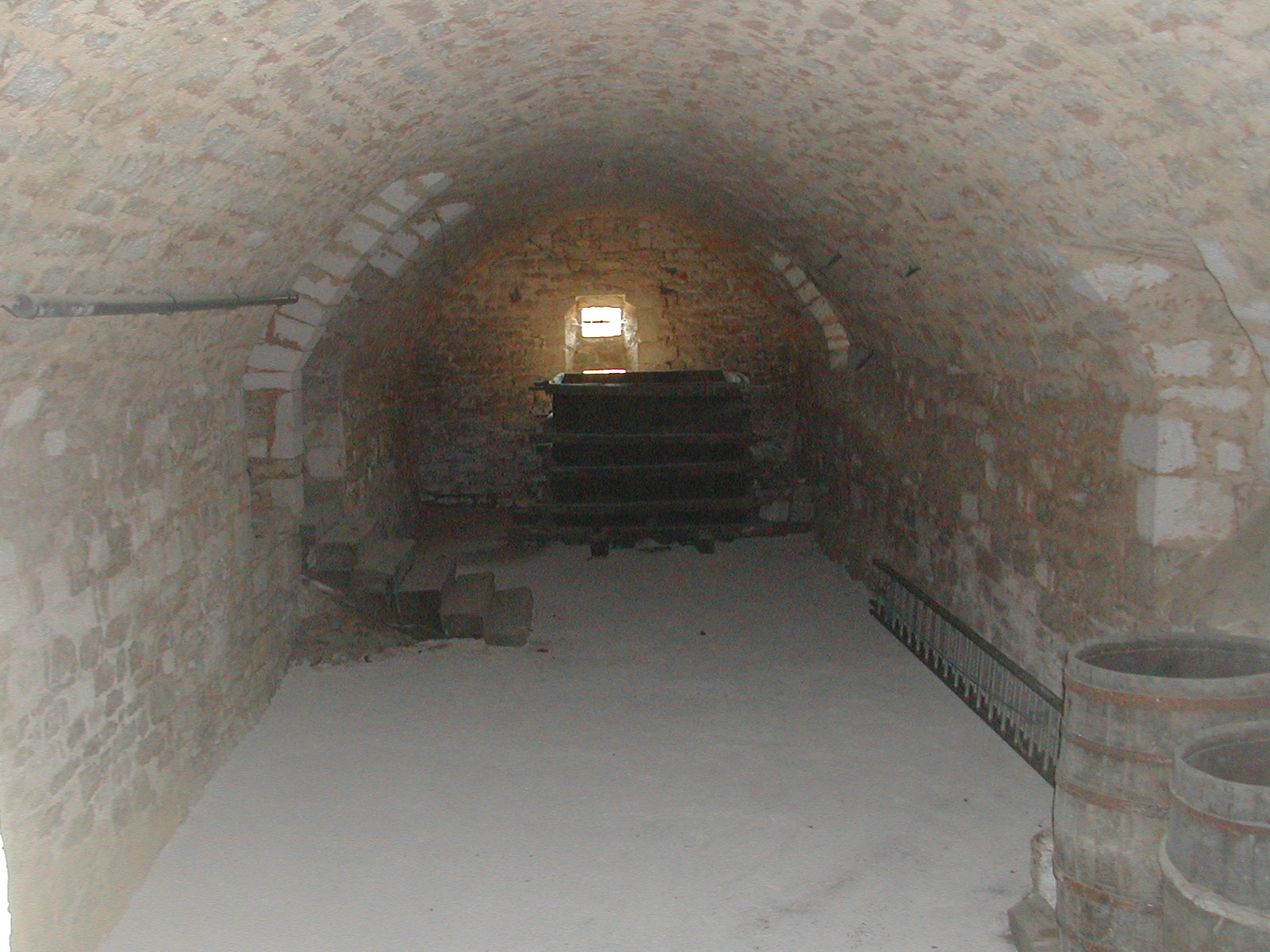
Château de Laval, cave voûtée.

## Politique et administration
| Période                                  | Période                | Identité                                                                                   | Étiquette | Qualité |
| ---------------------------------------- | ---------------------- | ------------------------------------------------------------------------------------------ | --------- | ------- |
| 1795                                     | 1800                   | Pierre Escudié                                                                             |           |         |
| 1800                                     | 1814                   | Joseph Vernet                                                                              |           |         |
| 1814                                     | 1830                   | Pierre Escudié                                                                             |           |         |
| 1830                                     | 1848                   | Géraud Vaïsse                                                                              |           |         |
| 1848                                     | 1851                   | Vernet Joseph                                                                              |           |         |
| 1851                                     | 1852                   | Jean-Baptiste Escudié                                                                      |           |         |
| 1852                                     | 1861                   | Jean Baptiste Constan                                                                      |           |         |
| 1861                                     | 1870                   | Guillaume Cayre                                                                            |           |         |
| 1870                                     | 1884                   | Jean Baptiste Vialette                                                                     |           |         |
| 1884                                     | 1888                   | Edouard Tocaven                                                                            |           |         |
| 1888                                     | 1892                   | Auguste Grimal                                                                             |           |         |
| 1892                                     | 1898                   | Antoine Boyé                                                                               |           |         |
| 1898                                     | 1901                   | Auguste Grimal                                                                             |           |         |
| 1901                                     | 1902                   | Tocaven Antoine                                                                            |           |         |
| 1902                                     | 1908                   | Jules Pugnet                                                                               |           |         |
| 1908                                     | 1921                   | Guillaume Frédéric Guitard                                                                 |           |         |
| 1921                                     | 1925                   | Antoine Hébrard                                                                            |           |         |
| 1925                                     | 1929                   | Baptiste Caudaureille                                                                      |           |         |
| 1929                                     | 1936                   | Paul Grimal                                                                                |           |         |
| 1936                                     | 03.04.1944 (démission) | Guillaume Auricombe                                                                        |           |         |
| 03.04.1944 (nomination)                  | 27.08.1944             | Antonin Guitard                                                                            |           |         |
| 27.08.1944                               | 17.05.1945             | Comité Local de Libération (Président : Augustin Bos entre le 27.08.1944 et le 17.05.1945) |           |         |
| 17.05.1945                               | 29.10.1946             | Augustin Bos                                                                               |           | [ 27 ]  |
| 29.10.1946                               | 1965                   | Cayre Roger                                                                                |           |         |
| 1965                                     | 1971                   | Emile Espitalié                                                                            |           |         |
| 1971                                     | 1980                   | Raymond Couderc                                                                            |           |         |
| 1980                                     | 1986                   | Jean-Pierre Bigot                                                                          |           |         |
| 1986                                     | 2001                   | Raymond Guitard                                                                            |           |         |
| 2001                                     | En cours               | Jean-Luc Bouyé                                                                             |           |         |
| Les données manquantes sont à compléter. |                        |                                                                                            |           |         |

## Démographie
L'évolution du nombre d'habitants est connue à travers les recensements de la population effectués dans la commune depuis 1793. Pour les communes de moins de 10 000 habitants, une enquête de recensement portant sur toute la population est réalisée tous les cinq ans, les populations de référence des années intermédiaires étant quant à elles estimées par interpolation ou extrapolation. Pour la commune, le premier recensement exhaustif entrant dans le cadre du nouveau dispositif a été réalisé en 2005.

En 2022, la commune comptait 151 habitants, en évolution de +15,27 % par rapport à 2016 (Lot : +1,31 %, France hors Mayotte : +2,11 %).
| 1793 | 1800 | 1806 | 1821 | 1831 | 1836 | 1841 | 1846 | 1851 |
| ---- | ---- | ---- | ---- | ---- | ---- | ---- | ---- | ---- |
| 389  | 290  | 749  | 693  | 717  | 694  | 660  | 676  | 688  |

| 1856 | 1861 | 1866 | 1872 | 1876 | 1881 | 1886 | 1891 | 1896 |
| ---- | ---- | ---- | ---- | ---- | ---- | ---- | ---- | ---- |
| 711  | 696  | 700  | 638  | 639  | 630  | 580  | 550  | 510  |

| 1901 | 1906 | 1911 | 1921 | 1926 | 1931 | 1936 | 1946 | 1954 |
| ---- | ---- | ---- | ---- | ---- | ---- | ---- | ---- | ---- |
| 503  | 508  | 359  | 283  | 246  | 228  | 206  | 164  | 149  |

| 1962 | 1968 | 1975 | 1982 | 1990 | 1999 | 2005 | 2006 | 2010 |
| ---- | ---- | ---- | ---- | ---- | ---- | ---- | ---- | ---- |
| 144  | 118  | 105  | 105  | 105  | 102  | 129  | 130  | 120  |

| 2015 | 2020 | 2022 | - | - | - | - | - | - |
| ---- | ---- | ---- | - | - | - | - | - | - |
| 131  | 150  | 151  | - | - | - | - | - | - |

## Économie

### Emploi
|                | 2008  | 2013   | 2018   |
| -------------- | ----- | ------ | ------ |
| Commune        | 6,2 % | 11,4 % | 10,1 % |
| Département    | 7,3 % | 8,9 %  | 9,6 %  |
| France entière | 8,3 % | 10 %   | 10 %   |

En 2018, la population âgée de 15 à 64 ans s'élève à 72 personnes, parmi lesquelles on compte 84,8 % d'actifs (74,7 % ayant un emploi et 10,1 % de chômeurs) et 15,2 % d'inactifs,. En  2018, le taux de chômage communal (au sens du recensement) des 15-64 ans est supérieur à celui du département et de la France, alors qu'en 2008 la situation était inverse.
La commune est hors attraction des villes,. Elle compte 14 emplois en 2018, contre 15 en 2013 et 14 en 2008. Le nombre d'actifs ayant un emploi résidant dans la commune est de 55, soit un indicateur de concentration d'emploi de 25,1 % et un taux d'activité parmi les 15 ans ou plus de 52,3 %.
Sur ces 55 actifs de 15 ans ou plus ayant un emploi, 11 travaillent dans la commune, soit 20 % des habitants. Pour se rendre au travail, 93,4 % des habitants utilisent un véhicule personnel ou de fonction à quatre roues et 6,6 % n'ont pas besoin de transport (travail au domicile).

### Activités hors agriculture
16 établissements sont implantés  à Reilhaguet au 31 décembre 2019.
Le secteur du commerce de gros et de détail, des transports, de l'hébergement et de la restauration est prépondérant sur la commune puisqu'il représente 43,8 % du nombre total d'établissements de la commune (7 sur les 16 entreprises implantées  à Reilhaguet), contre 29,9 % au niveau départemental.

### Agriculture
|               | 1988 | 2000 | 2010 | 2020 |
| ------------- | ---- | ---- | ---- | ---- |
| Exploitations | 14   | 4    | 8    | 2    |
| SAU (ha)      | 395  | 294  | 268  | 264  |

La commune est dans les Causses », une petite région agricole occupant une grande partie centrale du département du Lot. En 2020, l'orientation technico-économique de l'agriculture  sur la commune est l'élevage d'ovins ou de caprins. Deux exploitations agricoles ayant leur siège dans la commune sont dénombrées lors du recensement agricole de 2020 (14 en 1988). La superficie agricole utilisée est de 264 ha,,.

## Culture locale et patrimoine

### Lieux et monuments
- Église Notre-Dame-de-l'Assomption de Reilhaguet. L'édifice est référencé dans la base Mérimée et à l'Inventaire général de la région Occitanie[35]. La peinture monumentale et la litre funéraire sont référencés dans la base Palissy[36].
- Église Saint-Jean-Baptiste de Laval. L'édifice est référencé dans la base Mérimée et à l'Inventaire général de la région Occitanie[37].
- Le puits Anglaise. Ancien puits.
- Combe des Millières (GR 64), puits des Millières, chemin pavé romain de Coq (GR 64).
- Château de Laval.
- Village, église (XVIIe siècle) et cimetière de Laval.

### Personnalités liées à la commune
- Émile Delaye (1926-11 août 1944), déporté et assassiné par les nazis à 18 ans et demi, inscrit in memoriam dans le cimetière de Laval (tombe no 36).
- Louis Delaye (1927-11 août 1944), déporté et assassiné par les nazis à dix-sept ans, inscrit in memoriam dans le cimetière de Laval (tombe no 36).
- Philippe Loiseleur des Longchamps Deville (Dakar, 1923, Toulouse - 2003), historien, chevalier des Arts-et-des-Lettres, inhumé au cimetière de Laval.
- Simonne Loiseleur des Longchamps Deville (Montgiscard, 1928, Gourdon - 2018), chevalière des Arts-et-des-Lettres, inhumée au cimetière de Laval.
- Mgr Lucien Léon Lacroix (Reilhaguet le 7 janvier 1855 - Pougues-les-Eaux, le 27 janvier 1922). Nommé évêque de Moutiers-Tarentaise, il est ordonné à Notre-Dame de Grâce de Passy (Paris) par Mgr Servonnet, archevêque de Bourges. Il devient évêque titulaire de Vallis (de), le 9 décembre 1921[38].

#### Site de l'Insee
1. ↑  « La grille communale de densité », sur le site de l'Insee, 28 mai 2024 (consulté le 28 juin 2024).
2. ↑  Insee, « Métadonnées de la commune de Reilhaguet ».
3. ↑  « Base des aires d'attraction des villes 2020. », sur le site de l'Insee, 21 octobre 2020 (consulté le 28 juin 2024).
4. ↑  Marie-Pierre de Bellefon, Pascal Eusebio, Jocelyn Forest, Olivier Pégaz-Blanc et Raymond Warnod (Insee), « En France, neuf personnes sur dix vivent dans l’aire d’attraction d’une ville », sur le site de l'Insee, 21 octobre 2020 (consulté le 28 juin 2024).
5. 1 2  « Emp T1 - Population de 15 à 64 ans par type d'activité en 2018 à Reilhaguet » (consulté le 5 février 2022).
6. ↑  « Emp T1 - Population de 15 à 64 ans par type d'activité en 2018 dans le Lot » (consulté le 5 février 2022).
7. ↑  « Emp T1 - Population de 15 à 64 ans par type d'activité en 2018 dans la France entière » (consulté le 5 février 2022).
8. ↑  « Base des aires d'attraction des villes 2020 », sur site de l'Insee (consulté le 10 avril 2021).
9. ↑  « Emp T5 - Emploi et activité en 2018 à Reilhaguet » (consulté le 5 février 2022).
10. ↑  « ACT T4 - Lieu de travail des actifs de 15 ans ou plus ayant un emploi qui résident dans la commune en 2018 » (consulté le 5 février 2022).
11. ↑  « ACT G2 - Part des moyens de transport utilisés pour se rendre au travail en 2018 » (consulté le 5 février 2022).
12. ↑  « DEN T5 - Nombre d'établissements par secteur d'activité au 31 décembre 2019 à Reilhaguet » (consulté le 14 février 2022).
13. ↑  « DEN T5 - Nombre d'établissements par secteur d'activité au 31 décembre 2019 dans le Lot » (consulté le 14 février 2022).

#### Autres sources
1. ↑  « Services publics Reilhaguet - Habitants », sur habitants.fr (consulté le 21 mai 2021).
2. ↑  Carte IGN sous Géoportail
3. 1 2  Daniel Joly, Thierry Brossard, Hervé Cardot, Jean Cavailhes, Mohamed Hilal et Pierre Wavresky, « Les types de climats en France, une construction spatiale », Cybergéo, revue européenne de géographie - European Journal of Geography, no 501,‎ 18 juin 2010 (DOI 10.4000/cybergeo.23155, lire en ligne, consulté le 14 novembre 2023)
4. ↑  « Zonages climatiques en France métropolitaine. », sur pluiesextremes.meteo.fr (consulté le 14 novembre 2023).
5. ↑  « Orthodromie entre Reilhaguet et Gourdon », sur fr.distance.to (consulté le 14 novembre 2023).
6. ↑  « Station Météo-France « Gourdon » (commune de Gourdon) - fiche climatologique - période 1991-2020 », sur donneespubliques.meteofrance.fr (consulté le 14 novembre 2023).
7. ↑  « Station Météo-France « Gourdon » (commune de Gourdon) - fiche de métadonnées. », sur donneespubliques.meteofrance.fr (consulté le 14 novembre 2023).
8. ↑  « Climadiag Commune : diagnostiquez les enjeux climatiques de votre collectivité. », sur meteofrance.fr, novembre 2022 (consulté le 14 novembre 2023).
9. ↑  « Les espaces protégés. », sur le site de l'INPN (consulté le 10 mai 2022).
10. ↑  « Liste des espaces protégés sur la commune », sur le site de l'inventaire national du patrimoine naturel (consulté le 2 septembre 2021).
11. ↑  « Réserve de biosphère du bassin de la Dordogne », sur mab-france.org (consulté le 2 septembre 2021).
12. ↑  « Bassin de la Dordogne - zone de transition - fiche descriptive », sur le site de l'inventaire national du patrimoine naturel (consulté le 1er septembre 2021).
13. ↑  « la « Dame de Grezeyroux » - fiche descriptive », sur le site de l'inventaire national du patrimoine naturel (consulté le 2 septembre 2021).
14. ↑  « Liste des ZNIEFF de la commune de Reilhaguet », sur le site de l'Inventaire national du patrimoine naturel (consulté le 2 septembre 2021).
15. ↑  « ZNIEFF le « pech Roudé et bois Grand » - fiche descriptive », sur le site de l'inventaire national du patrimoine naturel (consulté le 2 septembre 2021).
16. ↑  « CORINE Land Cover (CLC) - Répartition des superficies en 15 postes d'occupation des sols (métropole). », sur le site des données et études statistiques du ministère de la Transition écologique. (consulté le 14 avril 2021).
17. 1 2 3  « Les risques près de chez moi - commune de Reilhaguet », sur Géorisques (consulté le 17 octobre 2022).
18. ↑  BRGM, « Évaluez simplement et rapidement les risques de votre bien », sur Géorisques (consulté le 13 septembre 2022).
19. ↑  DREAL Occitanie, « CIZI », sur occitanie.developpement-durable.gouv.fr (consulté le 13 septembre 2022).
20. ↑  « Dossier départemental des risques majeurs dans le Lot », sur lot.gouv.fr (consulté le 13 septembre 2022), partie 1 -  chapitre Risque inondation.
21. ↑  « Dossier départemental des risques majeurs dans le Lot », sur lot.gouv.fr (consulté le 13 septembre 2022).
22. ↑  « Dossier départemental des risques majeurs dans le Lot », sur lot.gouv.fr (consulté le 13 septembre 2022), chapitre Mouvements de terrain.
23. 1 2  « Liste des cavités souterraines localisées sur la commune de Reilhaguet », sur georisques.gouv.fr (consulté le 13 septembre 2022).
24. ↑  « Retrait-gonflement des argiles », sur le site de l'observatoire national des risques naturels (consulté le 13 septembre 2022).
25. ↑  « Dossier départemental des risques majeurs dans le Lot », sur lot.gouv.fr (consulté le 13 septembre 2022), chapitre Risque transport de matières dangereuses.
26. ↑  Pour les maires avant 1904, source : archives départementales consultées le 24 décembre 2013 : « Les maires de Reilhaguet », sur francegenweb.org, 19 février 2011 (consulté le 21 mai 2016).
27. ↑  (fr) DELPECH Enzo, La création du Comité Départemental de Libération du Lot et ses liens avec les Comités Locaux de Libération entre août 1944 et juin 1948, Limoges, Université de Limoges, 2022, 160 p. (lire en ligne)
28. ↑  L'organisation du recensement, sur insee.fr.
29. ↑  Calendrier départemental des recensements, sur insee.fr.
30. ↑  Des villages de Cassini aux communes d'aujourd'hui sur le site de l'École des hautes études en sciences sociales.
31. ↑  Fiches Insee - Populations de référence de la commune pour les années 2006, 2007, 2008, 2009, 2010, 2011, 2012, 2013, 2014, 2015, 2016, 2017, 2018, 2019, 2020, 2021 et 2022.
32. ↑  « Les régions agricoles (RA), petites régions agricoles(PRA) - Année de référence : 2017 », sur agreste.agriculture.gouv.fr (consulté le 14 février 2022).
33. ↑  Présentation des premiers résultats du recensement agricole 2020, Ministère de l’agriculture et de l’alimentation, 10 décembre 2021
34. ↑  « Fiche de recensement agricole - Exploitations ayant leur siège dans la commune de Reilhaguet - Données générales », sur recensement-agricole.agriculture.gouv.fr (consulté le 14 février 2022).
35. ↑  « Église paroissiale Notre-Dame de l'Assomption », sur pop.culture.gouv.fr (consulté le 9 juin 2021).
36. ↑  « Peinture monumentale et litre funéraire », sur pop.culture.gouv.fr (consulté le 9 juin 2021).
37. ↑  « Église paroissiale Saint-Jean-Baptiste », sur pop.culture.gouv.fr (consulté le 9 juin 2021).
38. ↑  Philippe Olivier, Ecclesia cadurcensis, le clergé du Diocèse de Cahors des XIXe et XXe siècles, Cahors, Publi-Quercy, 2011, 420 p. (ISBN 978-2-7466-3502-9), p.115.